# Five Nights at Freddy's: Sister Location
Five Nights at Freddy's: Sister Location (alternativně známá jako Five Nights at Freddy's 5) je hororová point-and-click videohra, kterou vytvořil Scott Cawthon. Jedná se o pátý díl série Five Nights at Freddy's. Hra původně vyšla 7. října 2016 na platformách Steam a Game Jolt, mobilní verze byla vydána 22. prosince 2016 pro Android, 3. ledna 2017 pro iOS, 10. července 2020 pro Nintendo Switch (v Evropě, v Severní Americe již 18. června téhož roku), stejného dne i pro Xbox One a pro PlayStation 4 21. července 2020 (opět pro Evropu, v Severní Americe až o den později).
Hra se v několika ohledech liší od předchozích dílů Five Nights at Freddy's. Namísto toho, aby byl hráčův pohyb omezen na jednu místnost, může se hráč pohybovat mezi místnostmi, přičemž každá má svůj úkol, který musí splnit. V průběhu hry hráč interaguje s novým obsazením animatronických postav, jejichž ústředním prvkem je dětsky pojmenovaný animatronik Circus Baby.
Noční hlídač je Michael Afton.
Hra obdržela smíšené recenze; kritici chválili její příběh a dabing postav, kritizovali však některé aspekty hratelnosti. Pokračování zvané Freddy Fazbear's Pizzeria Simulator bylo vydáno 4. prosince 2017.

## Hratelnost
Převážná část hry Five Nights at Freddy's: Sister Location odstraňuje aspekt přežití z předchozích her. Místo toho, aby hráč zůstal na jednom místě a bránil animatronickům útoku se musí přesouvat z místnosti do místnosti, aby splnil řadu úkolů, které se mění během každé z pěti nocí.
Po pokoření všech nocí se také odemkne režim Custom Night, jenž je zasazen do upravené verze tajné místnosti Night 5. Hráč si může vybrat z několika režimů a nastavení obtížnosti, čelí nové animatronice a musí šetřit jak zásoby energie, tak kyslíku, aby přežil. Dokončení těchto režimů umožňuje hráči zobrazit sérii cutscén, které byly označeny jako kanonická součást série.[ujasnit]
Stejně jako ve všech hrách Five Nights at Freddy's, neschopnost bránit se nepřátelským animatronikům bude mít za následek zděšení.
Hra má 2 konce: skutečný a falešný               Skutečný konec                                                       Dosáhnete ho tak že v 5 noci ve funtime auditorium budete poslouchat Circus Baby, která vás následně dovede do scooping room. Tam zjistíte že to co vás navádělo, není Circus Baby. Tato zvláštní postava se jmenuje Ennard. Říká že už byla několikrát venku, ale vždy jí vrátili zpět. Nemají kam jít když vypadají takhle. Ale kdyby vypadaly jako vy, měly by kam jít. Nabírání bolí jen na chvíli. Ozvou se 4 varovné signály a the scooper vás vykuchá. Obrazovka zčerná a když se rozjasní, vidíme Mikeovu siluetu stát před zrcadlem. Probere se, ale nejsou to jeho oči. Ennard se dostal ven.              Falešný konec.                                                          Dosáhnete ho tak že dokončíte minihru smrti Circus Baby, která se vzácně může spustit, když zemřete. Poté, co pošlete v 5. noci Circus Baby do scooping room, neposlouchejte ji a běžte bez zastavení rovně a doprava. Pokud jste vše udělali správně počítač řekne: Access Granted a následně budete přesměrování do kanceláře. Pokud přežijete do 6 do rána můžete se vrátit domů a dodívat se na seriál. Poté co skončí, Ennard se začne plížit před váš stůl a spustí se titulky.

## Kritika
Five Nights at Freddy's: Sister Location obdrželo od kritiků „smíšené nebo průměrné“ recenze podle agregátoru recenzí Metacritic, který hře přiřadil skóre 62 ze 100. Destructoid ohodnotil hru 6/10, zatímco GameCrate ji ohodnotil 7,50/10. Rob Rich z Gamezebo ohodnotil mobilní verzi hry slušně a dal ji 3 z 5 hvězdiček se slovy: „Nutně si nemyslím, že je Sister Location nejhorší mobilní verzí série FNaF, ale rozhodně není nejlepší, a to i přes celkově vylepšené vizuální zpracování.“ Shelby Watson z The All State hru kladně ohodnotila a uvedla, že je srovnatelná s kvalitou první hry, ale na rozdíl od první hry nikdy nedovoluje hráči ovládat mechaniku pouze na svalové paměti.